# KANNA
Droog-K（ドルーグケー、1996年4月7日 - ）は、日本のプロレスラー。本名：神明 栞菜（しんめい かんな）。東京女子プロレスに所属していた。神奈川県出身。

## 経歴
元々プロレスファンであり、DVDでダイナマイト・キッドと初代タイガーマスクの試合を観てレスラーを志し、東京女子プロレスに応募。
2013年
- 1月30日、Twin Box AKIHABARAで行われた東京女子プロレスプレイベントにおける山下実優戦でプレデビューも敗れる[2]。この時はまだ本名だった。
- 2月10日、中華レストラン王華で行われたイベントの提供試合からリングネームをKANNAと改め、山下と再戦も連敗。
- 3月25日、SHIBUYA DESEOで行われた東京女子プロレスプレイベント第2弾で山下と3度目のシングルも3連敗[3]。
- 4月26日、SHIBUYA DESEOで行われた東京女子プロレスプレイベント第3弾で今度は木場千景とシングルで対戦するが、敗れる[4]。
- 6月6日、SHIBUYA DESEOで行われた東京女子プロレスプレイベント第4弾で練習生の中島翔子とエキシビションを行い、2本を奪う[5]。
- 7月11日、SHIBUYA DESEOで行われた東京女子プロレスプレイベント第5弾で木場とシングルで再戦も、連敗[6]。
- 8月17日、両国国技館で行われた「DDT万博〜プロレスの進歩と調和〜」のダーク・マッチとして山下&中島 vs 木場&KANNAでリングデビューを果たし、中島を逆エビ固めでギブアップを奪い記念すべき勝利を挙げた[7]。
- 10月5日、DDT福島体育館大会における提供試合として2度目のリングを両国と同じタッグで対戦するが、山下のミドルキックからの片エビ固めで敗れる[8]。
- 10月27日、DDT大森駅東口「UTANフェスタ2013」における提供試合として木場千景と組み、山下実優&中島翔子と対戦し、木場がヒザ十字固めで中島からギブアップを奪う[9]。
- 12月1日、東京女子プロレス旗揚げ戦でデビュー戦の高田あゆみと対戦し、ランニングエルボーから片エビ固めでギブアップ勝利[10]。

2015年
- 3月22日、王子BASEMENT MONSTAR大会にて山下実優とのタッグで赤井沙希＆清水愛のユニット「美威獅鬼軍」と対戦し敗北。試合後、赤井から美威獅鬼軍入りの勧誘を受ける。
- 4月18日、王子BASEMENT MONSTAR大会にて山下実優とのシングルマッチで敗北。試合後、美威獅鬼軍から再度の勧誘。止める山下に大家さんを決め、美威獅鬼軍入り。
- 5月23日、北沢タウンホール大会にて清水愛とのタッグで美威獅鬼軍として初の試合。中島翔子から勝利し初陣を飾る。

2016年
- 1月24日、自ら蛇界入りしポイズンKANNAに改造される。
- 3月13日、スケバン軍に敗北し解毒剤を飲み、KANNAに戻る。
- 8月8日、プロのラッパーになるため9月22日の東京女子プロレス新宿FACE大会を最後に卒業する事を発表[11]。
- 9月22日、新宿FACE大会で行われた赤井沙希＆清水愛＆KANNA組vs中島翔子＆ミウラアカネ＆黒音まほ組の試合を最後に東京女子プロレスを卒業。
- 以降、プロレスラーとして表舞台には出ていない。

2022年
- 3月19日、東京女子プロレス・両国国技館大会「GRAND PRINCESS '22」のオープニングに木場千景と共に登場。同日、美威獅鬼軍のKANNAとして沙希様＆メイ・サン＝ミッシェル＆マーサ＆ユキオ・サン＝ローラン組の入場に帯同。

2024年
- 5月27日、PPP TOKYO新宿大会にて復帰（再デビュー）。リングネームを「Droog-K」に改名。復帰のきっかけとなった小橋マリカとタッグを組んでいる。

## 得意技
大家さん
技名は大家健を敬愛していることから。大家の得意技である「炎のスピアー」と同一の、足を踏み鳴らすムーブから放つ。
ベルサイユの槍
美威獅鬼軍入りして「大家さん」から改名。解散後も引き続き同名で使用。
ポイズンサーペント
蛇界入りして「ベルサイユの槍」から改名。
50$ent
真人間に戻ってさらに改名。由来はアメリカのラッパー。
バックドロップ
アナコンダバイス
キチンシンク

## 紙テープカラー
黄、黒(比率=1：1)

## 入場曲
- KESHINA（MASA）
- 蛇界転生（オリジナル）
- 薔薇は美しく散る（LAREINE）
- 包丁・ハサミ・カッター・ナイフ・ドス・キリ(マキシマムザホルモン)